# Dero pectinata
Dero pectinata är en ringmaskart som beskrevs av Aiyer 1930. Dero pectinata ingår i släktet Dero och familjen glattmaskar. Inga underarter finns listade i Catalogue of Life.